# Wisembach
Wisembach és un municipi francès, situat al departament dels Vosges i a la regió del Gran Est. L'any 2007 tenia 402 habitants.

## Demografia

### Població
El 2007 la població de fet de Wisembach era de 402 persones. Hi havia 178 famílies, de les quals 48 eren unipersonals (24 homes vivint sols i 24 dones vivint soles), 67 parelles sense fills, 47 parelles amb fills i 16 famílies monoparentals amb fills.
La població ha evolucionat segons el següent gràfic:
Habitants censats

### Habitatges
El 2007 hi havia 242 habitatges, 178 eren l'habitatge principal de la família, 47 eren segones residències i 18 estaven desocupats. 225 eren cases i 18 eren apartaments. Dels 178 habitatges principals, 149 estaven ocupats pels seus propietaris, 21 estaven llogats i ocupats pels llogaters i 8 estaven cedits a títol gratuït; 6 tenien dues cambres, 30 en tenien tres, 37 en tenien quatre i 106 en tenien cinc o més. 123 habitatges disposaven pel capbaix d'una plaça de pàrquing. A 83 habitatges hi havia un automòbil i a 73 n'hi havia dos o més.

### Piràmide de població
La piràmide de població per edats i sexe el 2009 era:
| Homes | Edats   | Dones |
| ----- | ------- | ----- |
| 4     | 95 o +  | 0     |
| 0     | 90 a 94 | 0     |
| 4     | 85 a 89 | 4     |
| 0     | 80 a 84 | 4     |
| 4     | 75 a 79 | 8     |
| 12    | 70 a 74 | 16    |
| 8     | 65 a 69 | 8     |
| 8     | 60 a 64 | 12    |
| 4     | 55 a 59 | 8     |
| 28    | 50 a 54 | 16    |
| 20    | 45 a 49 | 24    |
| 24    | 40 a 44 | 8     |
| 12    | 35 a 39 | 36    |
| 16    | 30 a 34 | 0     |
| 16    | 25 a 29 | 4     |
| 12    | 20 a 24 | 0     |
| 12    | 15 a 19 | 12    |
| 12    | 10 a 14 | 24    |
| 32    | 5 a 9   | 28    |
| 4     | 0 a 4   | 20    |

## Economia
El 2007 la població en edat de treballar era de 263 persones, 189 eren actives i 74 eren inactives. De les 189 persones actives 165 estaven ocupades (89 homes i 76 dones) i 24 estaven aturades (11 homes i 13 dones). De les 74 persones inactives 37 estaven jubilades, 16 estaven estudiant i 21 estaven classificades com a «altres inactius».

### Ingressos
El 2009 a Wisembach hi havia 180 unitats fiscals que integraven 423,5 persones, la mediana anual d'ingressos fiscals per persona era de 16.899 €.

### Activitats econòmiques
Dels 17 establiments que hi havia el 2007, 1 era d'una empresa de fabricació d'altres productes industrials, 2 d'empreses de construcció, 9 d'empreses de comerç i reparació d'automòbils, 1 d'una empresa d'hostatgeria i restauració, 1 d'una empresa immobiliària i 3 d'empreses de serveis.
Els 2 serveis als particulars que hi havia el 2009 eren paletes.
L'únic establiment comercial que hi havia el 2009 era una floristeria.
L'any 2000 a Wisembach hi havia 9 explotacions agrícoles.

## Equipaments sanitaris i escolars
El 2009 hi havia una escola elemental.

## Poblacions més properes
El següent diagrama mostra les poblacions més properes.